# Tibru, Alba
Tibru este un sat în comuna Cricău din județul Alba, Transilvania, România. Localitatea Tibru este asezata in sectorul vestic al Depresiunii Colinare a Transilvaniei. Localitatea este asezata in culoarul Muresului la o altitudine de 287 m.

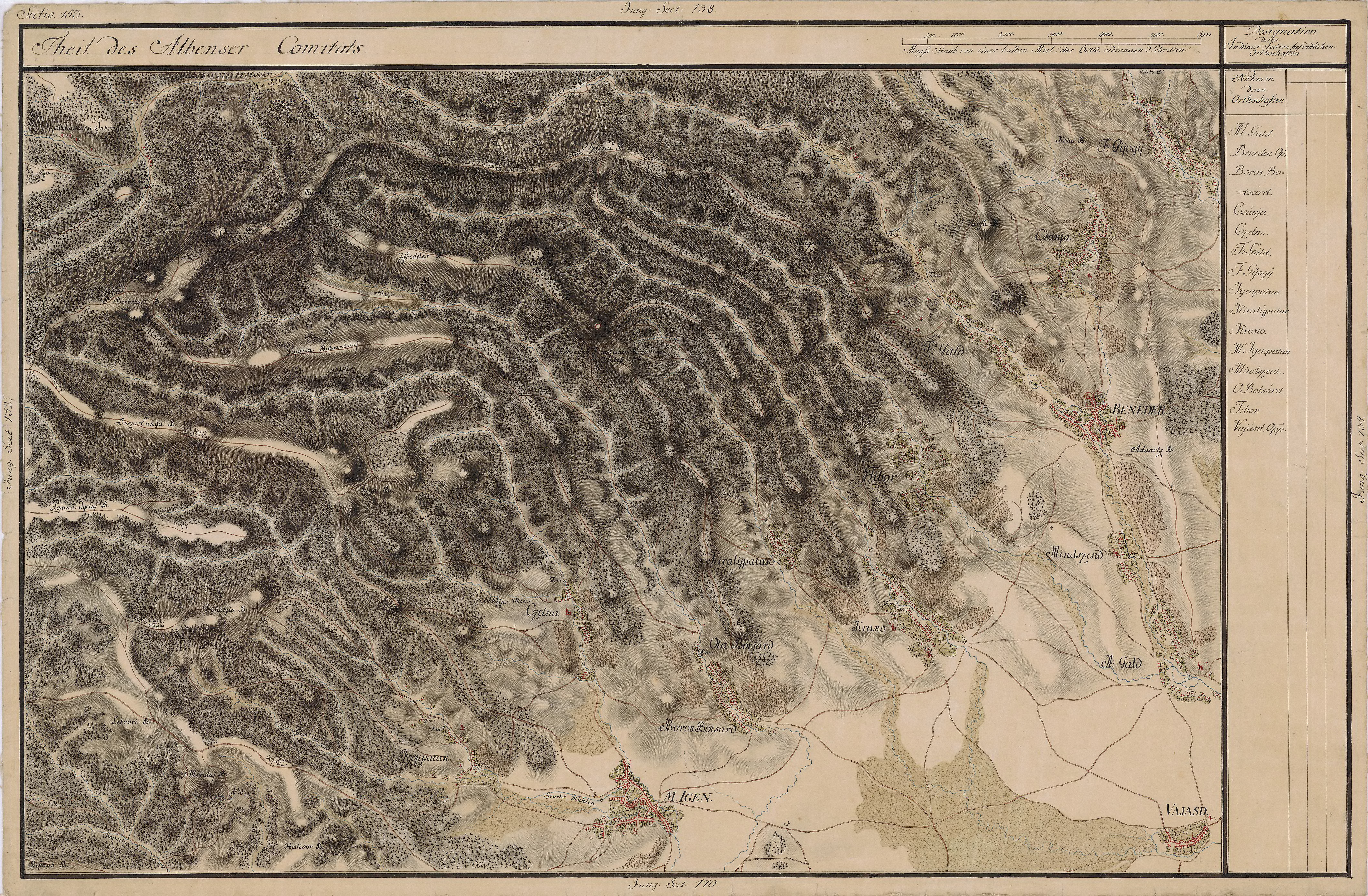
Tibru pe Harta Iosefină a Transilvaniei, 1769-73

## Obiective memoriale
- Monumentul Eroilor Români din Primul Război Mondial. Monumentul este de tipul cruce memorială și a fost ridicat în anul 1919, din inițiativa preotului Alexandru Neagoie și a lui F. Silvestru Rusan, pentru cinstirea eroilor români căzuți în Primul Război Mondial. Crucea, cu înălțimea de 1,2 m, este realizată din calcar, iar împrejmuirea, din fier forjat. În plan frontal, pe cruce, este un scurt înscris: „Cinste eroilor 1919“.
- Monumentul Eroilor Români din Primul și Al Doilea Război Mondial. Monumentul, cu înălțimea de 4 m, este de tip obelisc, în formă piramidală, terminat cu o cruce. Acesta a fost ridicat în anul 1936, folosindu-se piatră de calcar și marmură, iar pentru împrejmuire fier forjat. În partea centrală a obeliscului, pe latura frontală, este fixată o placă de marmură ce cuprinde un înscris comemorativ: „Ridicat în 1936 prin strădania preotului/ În amintirea eroilor din Tibru, cari și-au jertfit viața în războiul din anii 1914-1918/ Jertfa lor să fie tuturor românilor îndemn pentru iubire de țară și neam“. Dedesubt sunt înscrise numele a 36 de eroi căzuți în Primul Război Mondial. Pe laterale sunt dispuse două plăci metalice, pe care sunt inscripționate numele a 24 de eroi din Al Doilea Război Mondial.